# Fantastic Voyage: The Greatest Hits
Fantastic Voyage: The Greatest Hits is het compilatiealbum van de West Coast-rapper Coolio. Het album werd op 17 juli 2001 uitgebracht door Tommy Boy Records.

## Nummers
1. "Fantastic Voyage"
2. "Gangsta's Paradise"
3. "C U When You Get There"
4. "Too Hot"
5. "Aw Here It Goes (Thema voor Kenan & Kel)"
6. "Ooh la La"
7. "I Remember"
8. "1, 2, 3, 4 (Sumpin' New)"
9. "Hit 'Em High"
10. "Mama I'm in Love Wit a Gangsta"
11. "My Soul"
12. "County Line"
13. "Geto Highlights"

It Takes a Thief · Gangsta's Paradise · My Soul · Coolio.com · El Cool Magnifico · The Return of the Gangsta · Steal Hear · Fantastic Voyage: The Greatest Hits